# Moussa Dembélé (ostacolista)
Moussa Dembélé (Guédiawaye, 30 ottobre 1988) è un ostacolista senegalese.

## Biografia
Ha rappresentato il Senegal ai Giochi olimpici estivi di Londra 2012 nei 110 metri ostacoli, dove è stato squalificato in batteria.

## Record nazionali

### Seniores
- 60 metri ostacoli indoor: 7"75 ( Hampton, 10 febbraio 2013)
- 110 metri ostacoli: 13"59 (-0,2 m/s) ( Norfolk, 13 aprile 2013)

## Palmarès
| Anno | Manifestazione               | Sede        | Evento   | Risultato | Prestazione | Note |
| ---- | ---------------------------- | ----------- | -------- | --------- | ----------- | ---- |
| 2006 | Mondiali juniores            | Pechino     | 4×100 m  | Batteria  | 43"21       |      |
| 2007 | Campionati africani juniores | Ouagadougou | 110 m hs | Bronzo    | 14"36       |      |
| 2011 | Giochi panafricani           | Maputo      | 110 m hs | 5º        | 14"11       |      |
| 2012 | Campionati africani          | Porto-Novo  | 110 m hs | 7º        | 14"32       |      |
| 2012 | Giochi olimpici              | Londra      | 110 m hs | Batteria  | dq          |      |
| 2014 | Campionati africani          | Marrakech   | 110 m hs | Finale    | dnf         |      |
| 2014 | Campionati africani          | Marrakech   | 4×100 m  | 7º        | 40"50       |      |
| 2016 | Mondiali indoor              | Portland    | 60 m hs  | Batteria  | 7"99        |      |